# Улица Академика Янгеля (Москва)
У́лица Акаде́мика Я́нгеля (название утверждено 27 декабря 1972 года) — улица в Южном административном округе города Москвы на территории района Чертаново Южное. Берёт начало от Варшавского шоссе и заканчивается Битцевским лесопарком. Является продолжением Россошанской улицы. Нумерация домов начинается от Варшавского шоссе.

## Происхождение названия
Названа в честь советского конструктора, академика М. К. Янгеля.

## Примечательные здания и сооружения
- № 14, корп. 6 — жилой дом. Здесь в 1978—2008 годах жил учёный, основоположник советской психофизиологии Е. Н. Соколов[2].

## Транспорт

### Метро
- Станция метро «Улица Академика Янгеля»

### Железнодорожный транспорт
- Станция Красный Строитель МЦД-2

### Автобус
| м95:  | Коктебельская улица • Аннино • Улица Академика Янгеля • Пражская • Южная • Варшавская • Нагатинская • Верхние Котлы • Тульская • Даниловский рынок                                                                                              |
| е99:  | Захарьино • Аннино • Улица Академика Янгеля |
| с916: | Остафьевская улица • Бульвар Адмирала Ушакова • Бульвар Дмитрия Донского • Аннино • Улица Академика Янгеля • Чертаново Южное |
| с919: | Чертаново Южное • Улица Академика Янгеля • Аннино • Щербинское кладбище |
| 938:  | Чертаново Южное • Пражская • Южная • Чертановская • Калужская |
| с941: | Южная • Пражская • Красный Строитель • Улица Академика Янгеля • Красный Маяк |
| 947:  | Варшавская • Южная • Пражская • Улица Академика Янгеля • Красный Строитель |
| с962: | Чертаново Южное • Улица Академика Янгеля • Аннино • Остафьево • Ерино |
| 980:  | Чертаново Южное • Улица Академика Янгеля • Покровское • Южная |
| 990:  | Улица Академика Янгеля • Красный Строитель |
| с997: | Чертаново Южное • Пражская • Улица Академика Янгеля • Красный Строитель • Аннино • Аннино |
| н8:   | Остафьевская улица • Бульвар Адмирала Ушакова • Бульвар Дмитрия Донского • Аннино • Улица Академика Янгеля • Чертановская • Каховская • Нагатинская • Верхние Котлы • Тульская • Добрынинская • Павелецкий вокзал • Новокузнецкая • Китай-город |

«→» — остановки проходятся только при движении в прямом направлении; «←» — остановки проходятся только при движении в обратном направлении.

### Трамвай
| 1:  | Чертаново Южное • Чертановская • Каховская • Москворецкий рынок                                    |
| 16: | Чертаново Южное • Чертановская • Каховская • Нагатинская • Верхние Котлы • Даниловская мануфактура |

«→» — остановки проходятся только при движении в прямом направлении; «←» — остановки проходятся только при движении в обратном направлении.